# Општина Фалкоју (Олт)
Фалкоју (рум. Fălcoiu) општина је у Румунији у округу Олт.
Oпштина се налази на надморској висини од 88 m.